# Mimophytum richardsonii
Mimophytum richardsonii är en strävbladig växtart som först beskrevs av Guy L. Nesom, och fick sitt nu gällande namn av Guy L. Nesom. Mimophytum richardsonii ingår i släktet Mimophytum och familjen strävbladiga växter. Inga underarter finns listade i Catalogue of Life.